# Graham Ackerman
Graham Samuel Ackerman (ur. 14 lipca 1983 w Seattle) – amerykański gimnastyk.

## Życiorys
Urodził się  w Seattle w Waszyngtonie jako syn Robin Dearling i Gary'ego Ackermana. Ma brata, Davida. Ukończył Roosevelt High School oraz Uniwersytetu Kalifornijskiego w Berkeley.
W roku 2004 wywalczył dla swojej uczelnianej drużyny dwa tytuły NCAA. Rok później, kwietniem 2005, podczas NCAA Men's Gymnastics Championships w West Point został mistrzem kraju w gimnastyce, stając się jednocześnie trzykrotnym zdobywcą tytułu zwycięzcy w tej kategorii oraz jednym z nielicznych tak wysoko odznaczonych otwarcie homoseksualnych studentów-atletów. Publicznego coming outu Ackerman dokonał na łamach gejowskich magazynów - „Out” i „Instinct”.